# Manettia caliana
Manettia caliana är en måreväxtart som beskrevs av Paul Carpenter Standley och Julian Alfred Steyermark. Manettia caliana ingår i släktet Manettia och familjen måreväxter.
Artens utbredningsområde är Colombia. Inga underarter finns listade i Catalogue of Life.